# حارة السوق (الحصن)
حارة السوق هي إحدى حارات حي عبدالله محسن بمدينة الحصن التابعة لمحافظة أبين، بلغ تعداد سكانها 172 نسمة حسب تعداد اليمن لعام 2004.